# Nanostreptus orthacanthus
Nanostreptus orthacanthus är en mångfotingart som beskrevs av Chamberlin 1923. Nanostreptus orthacanthus ingår i släktet Nanostreptus och familjen Spirostreptidae. Inga underarter finns listade i Catalogue of Life.